# Office national d'études et de recherches aérospatiales
Il Office national d'études et de recherches aérospatiales (ONERA) è il principale centro di ricerca francese nei settori dell'aeronautica, dello spazio e della difesa. Sono coinvolte tutte le discipline e le tecnologie del settore. Molti programmi aerospaziali sono passati attraverso ONERA: progetti Ariane, Falcon, Rafale, Airbus, missili, elicotteri, motori, radar, ecc.
Sotto la supervisione del Ministero della difesa, questo ente pubblico di natura industriale e commerciale (EPIC) ha un budget di circa 230 milioni di euro, metà dei quali in sovvenzioni statali, e impiega circa 2.000 persone, la maggior parte dei quali ricercatori, ingegneri e tecnici. ONERA dispone di notevoli risorse di test e calcolo, e in particolare della più grande flotta di gallerie del vento in Europa. Il Presidente dell'ONERA è nominato dal Consiglio dei Ministri su proposta del Ministro della Difesa.